# NGC 653
NGC 653 ist eine Spiralgalaxie vom Hubble-Typ Sab im Sternbild Andromeda am Nordsternhimmel. Sie ist schätzungsweise 250 Millionen Lichtjahre von der Milchstraße entfernt und hat einen Durchmesser von etwa 110.000 Lj.
Das Objekt wurde am 29. November 1883 von dem französischen Astronomen Édouard Jean-Marie Stephan entdeckt.